# Duitse militaire begraafplaats in Orglandes
De Duitse militaire begraafplaats in Orglandes is een militaire begraafplaats in het Franse departement Manche in Normandië. Op de begraafplaats zijn 10.152 Duitse soldaten begraven die gedurende de Tweede Wereldoorlog, voornamelijk tijdens de Slag om Normandië, zijn omgekomen.